# Viaduc de la Loire (LGV Atlantique)
Ne doit pas être confondu avec Viaduc de la Loire.
Le viaduc de la Loire est un ouvrage ferroviaire achevé en 1989, et, avec le viaduc de Montlouis, un des deux ponts ferroviaires permettant de franchir la Loire dans la commune de Montlouis-sur-Loire (Indre-et-Loire). Il est situé sur la branche sud-ouest de la ligne à grande vitesse Atlantique, près de la bifurcation en direction de Saint-Pierre-des-Corps et Tours.
Conçu par l'architecte Jean-Yves Barrier, il est construit en béton armé et béton précontraint.